# Mangué Cissé
Mangué Cissé Djibrila (ur. 17 listopada 1945 w Abidżanie, zm. 30 września 2009 tamże) był piłkarzem z Wybrzeża Kości Słoniowej występującym na pozycji obrońcy. W 1970 roku wraz z reprezentacją Wybrzeża Kości Słoniowej doszedł do półfinału Pucharu Narodów Afryki. Zmarł 30 września 2009 roku w wieku 64 lat po długotrwałej chorobie. Był ojcem reprezentanta Francji Djibrila Cissé.